# Robert F. Bradford
Robert Fiske Bradford, född 15 december 1902 i Boston, död 18 mars 1983 i Boston, var en amerikansk republikansk politiker. Han var viceguvernör i delstaten Massachusetts 1945–1947 och därefter guvernör 1947–1949.
Bradford utexaminerades 1923 från Harvard University och avlade 1926 juristexamen vid Harvard Law School. År 1938 valdes han till åklagare i Middlesex County.
Bradford tillträdde 1945 som viceguvernör och efterträddes 1947 av Arthur W. Coolidge. Han efterträdde därefter Maurice J. Tobin som guvernör och efterträddes 1949 av Paul A. Dever efter förlust i guvernörsvalet 1948. Leroy Anderson komponerade 1948 musikstycket "Governor Bradford March" som en hyllning till guvernören. Bradfords dotter Anne var gift med senator Charles Mathias.